# Яр, Фриц
Пауль Макс Фритц Яр (нем. Paul Max Fritz Jahr; 1895—1953) — немецкий богослов, пастор и учитель, считается основателем биоэтики.

## Биография
Его отец —  страховой агент Густав Максимилиан (1865—1830), мать — Августа Мари Лангрок.
С 1901 года обучался в средней школе, которую закончил в 1914 году. Уже в 1915 Фритц сдал дополнительные экзамены по латыни и греческому языку. С этого момента Яр обучается в Виттенбергском университете, где изучает философию, музыку, историю, экономику, и особым усердием — богословие.
Уже в 1917 году начал преподавать. Работал в разных школах в период с 1917 по 1925 годы. Начиная с 1925 года служил пастором в церкви. До 1933 года он был пастором в Канене. В марте 1933 года вышел в отставку по собственной просьбе из-за ухудшения здоровья в результате продолжительной болезни и приступил к работе как преподаватель, а также нерегулярно служил в церкви. Во время Второй мировой войны вся его семья испытывала материальную нужду, из-за чего обострились болезни его жены Берты, и до конца жизни она находилась в инвалидном кресле. После окончания войны год был учителем в средней школе. Последние годы жизни был преподавателем музыки. Скончался от инсульта.

## Вклад в развитие биоэтики
В 1926 году Фритц написал сочинение «Наука о жизни и нравственности» и обосновал в нем понятие и идею биоэтики.
В 1927 году Яр публикует статью «Био-этика: размышления об этических отношениях человека к животным и растениям».
Позже (1934) он вводит такой термин как «биоэтический императив», перефразируя таким образом категорический императив Канта.
Под биоэтикой Яр понимал уважительное отношение к животным и растениям, заявляя: «Уважай каждое живое существо не как средство, а как самоцель, и, по возможности, относись к нему как таковому!» Вместо рациональной морально категорической модели Канте Яр устанавливает усовершенствованную заповедь на основе благоговения перед Bios, миром и всей жизнью.
Отойдя от учений индуистских ученых, чья точка зрения была схожа с его собственной, Яр обратился к библейской пятой заповеди (запрет убивать) и ее последствиям для благосостояния животных и растений. Яр рассматривал, главным образом с теологической точки зрения, то, что можно считать «гуманным» обращением с живыми существами. Он утверждал, что биоэтический императив самоочевиден по отношению к животным в том смысле, что он призывает не пытать или иным образом не наносить ущерб животным (в основном млекопитающим), а также считал, что с растениями нужно обращаться аналогичным образом.
В первой половине XX столетия, вводилось множество ограничений на медицинские эксперименты с участием людей. Из-за этого, а также из-за событий, характеризующихся сложной смесью националистических настроений, героического нигилизма и политических потрясений, утверждения Яра отошли в тень и сейчас трудно четко отследить происхождение и эволюцию его концепции биоэтики. Однако мы можем с точностью утверждать, что и в наше время такая тема как отношение животным и их использованию в научных исследованиях, достаточно актуальна и открыта для обсуждения.